# Michałów Górny
Michałów Górny is een plaats in het Poolse district  Grójecki, woiwodschap Mazovië. De plaats maakt deel uit van de gemeente Warka en telt 180 inwoners.